# Diego Clemente Giménez
Diego Clemente Giménez (Roquetas de Mar,  Almeria, 7 de gener de 1978) és un polític  espanyol. Va ser diputat de  Ciutadans al Congrés dels Diputats durant la XI legislatura d'Espanya.
Clemente és arquitecte superior per la Universitat de Granada. Actualment, és membre del comitè deontològic de l'Il·lustre Col·legi Oficial d'Arquitectes de Almeria. Ha desenvolupat la seva carrera professional, principalment, en els àmbits de l'arquitectura i de les noves tecnologies.
Afiliat a Ciutadans-Partit de la Ciutadania des d'inicis de 2014, va concórrer a les  Eleccions Municipals de 2015 com a candidat a la alcaldia de Roquetas de Mar, localitat en la qual va ser elegit regidor.
En juliol de 2015, Clemente es va presentar a les primàries per encapçalar la llista de la formació taronja al Congrés dels Diputats per  Almeria, resultant elegit candidat després d'obtenir tots els avals necessaris.
El 20 de desembre de 2015, després de la celebració de les  Eleccions Generals, Clemente va ser triat diputat al Congrés. Durant la brevíssima legislatura, Clemente va exercir de vocal en les comissions d'Igualtat, Seguretat Viària i Mobilitat Sostenible i d'Estudi del Canvi Climàtic.